# Steve Barri
Steve Barri né Steven Barry Lipkin le 23 février 1942 à Brooklyn, New York, est un auteur-compositeur-interprète américain.